# فويو دابولا
فويو دابولا (بالإنجليزية: Vuyo Dabula)‏ (مواليد 11 سبتمبر 1976، ماهيكينغ)، هُو مُمثل وعارض أزياء ورياضي كمال أجسام جنوب إفريقي. اشتهر بأدائه شخصية شاندو ماغاوازا في مُسلسل «الملكة سونو» (بالإنجليزية: Queen Sono)‏ الذي يُبث على منصة نتفليكس.

## مساره التعليمي
درس فويو دابولا التمثيل في مدرسة الاقتصاد الإبداعي (بالإنجليزية: The School for the Creative Economy)‏ في كيب تاون.

## مساره الفني
اشتهر دابولا بأدائه شخصية «كومكاني فاكادي» في المُسلسل التلفزيوني الجنوب أفريقي «أجيال» (بالإنجليزية: Generations)‏. وفي سنة 2015، شارك دابولا بدور صغير في فيلم المنتقمون: عصر ألترون. وأدى سنة 2017 دور البُطولة في فيلم خمسة أصابع لأجل مارسيليا. يُؤدي المُمثل حاليا شخصية «شاندو ماغاوازا» في مُسلسل «الملكة سونو» (بالإنجليزية: Queen Sono)‏ الذي تُنتجه نتفليكس. أعلنت هذه الأخيرة في أبريل 2020 عن تجديد المسلسل لموسم ثانٍ.

## أعماله

### أفلام
| السنة | عُنوان الفيلم                  | الدور                      | مُلاحظات |
| ----- | ----------------------------- | -------------------------- | ------- |
| 2009  | الذي لا يقهر                  | فرد من أفراد الحرس الرئاسي |         |
| 2013  | مانديلا: طريق طويل إلى الحرية | مندوب مركز التجارة العالمي |         |
| 2015  | المنتقمون: عصر ألترون         | شرطي في جوهانسبرغ          |         |
| 2017  | خمسة أصابع لأجل مارسيليا      | تاو                        |         |

### مُسلسلات
| السنة | العُنوان بالعربية | العُنوان الأصلي                         | الدور  | عدد الحلقات | مُلاحظات |
| ----- | ---------------- | -------------------------------------- | ------ | ----------- | ------- |
| 2011  | الوحش في القلب   | (بالإنجليزية: Wild at Heart)‏           | كين    |             |         |
| 2014  | كوويثو           | (بالإنجليزية: Kowethu)‏                 | موثوسي |             |         |
| 2017  | أجيال: الميراث   | (بالإنجليزية: Generations: The Legacy)‏ | غادافي |             |         |
| 2020  | الملكة سونو      | (بالإنجليزية: Queen Sono)‏              | شادو   |             |         |

## روابط خارجية
فويو دابولا على موقع IMDb (الإنجليزية)
- فويو دابولا على موقع ألو سيني (الفرنسية)
- فويو دابولا على موقع أول موفي (الإنجليزية)
- فويو دابولا على موقع قاعدة بيانات الفيلم (الإنجليزية)
- فويو دابولا على موقع كينوبويسك (الروسية)